# NGC 5996
NGC 5996 este o galaxie spirală situată în constelația Șarpele. A fost descoperită în 21 martie 1784 de către William Herschel. Se află la o distanță de 54 de megaparseci de Pământ.